# Charles Lee
Charles Lee (Cheshire, 6 de febrero de 1732 – Filadelfia, Pensilvania; 2 de octubre de  1782) fue un soldado británico que sirvió como general del Ejército Continental durante la guerra de Independencia de los Estados Unidos. Durante todo el conflicto destacó por su oposición a George Washington, cuyo cargo de comandante en jefe ambicionaba. Lee se insubordinó a sus órdenes durante la Batalla de Monmouth, lo que puso fin a su prestigio y a su carrera militar.
Antes de que estallara la revolución estadounidense, Lee luchó junto con el ejército británico y con el portugués en el marco de la guerra de los Siete Años y en el ejército polaco de Estanislao II Poniatowski.

## Biografía

### Familia
La familia Lee tuvo relaciones personales con las principales familias de Inglaterra. El linaje comienza con Mr. Thomas Lee, distribuidor y coleccionista de los derechos de franqueo en la condado de Chester, Gales del Norte. John Lee of Dernhall fue general de Chester, que a la vez fue capitán de Dragoons, y más tarde teniente coronel del regimiento del general Barrel desde 1717 y 1742. Se casó con Isabella, la segunda hermana del baronet Sir Henry Bunbury de Stanney, en el condado de Chester. Tuvieron tres hijos: Thomas, Harry y Charles Lee.

### Primeros años
Lee nació el 26 de enero de 1731 en Chester, Inglaterra. Hijo de John Lee, un oficial del ejército británico, y de Isabella Bunbury, hija del tercer baronet Sir Henry Bunbury, Fue enviado al King Edward VI School, en Bury St Edmunds, Inglaterra, una grammar school, y más tarde a Suecia, donde fue capaz de hablar distintos idiomas, incluyendo el latín, el griego antiguo y el francés. Su padre fue coronel del 55th Regiment of Foot de East Essex (más tarde renombrado como 44th) cuando la venta de nombramientos nombró el 9 de abril de 1747 a Charles al rango ensign en el mismo regimiento.

## Carrera militar

### Guerra de los Siete Años

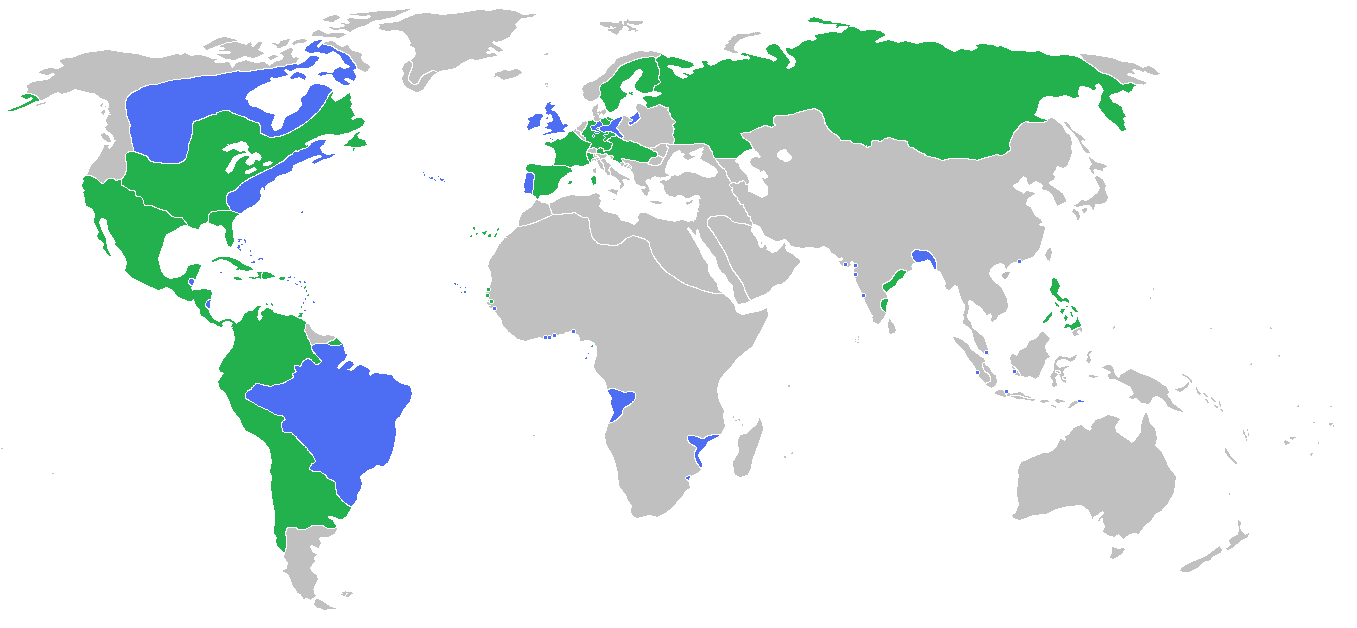
Todos los participantes en la Guerra de los Siete Años. Azul: Gran Bretaña, Prusia, Portugal y aliados. Verde: Francia, España, Austria, Rusia, Suecia y aliados.

#### Norteamérica
Tras completar sus estudios, Lee envió órdenes a un regimiento en Irlanda. Poco tiempo después, a la muerte de su padre el 2 de mayo de 1751, pasó a ser teniente de la 44th.
Fue enviado a un regimiento en Norteamérica en 1754, al servicio del Mayor General Edward Braddock en la Guerra francoindia. Estuvo con Braddock en la derrota de la batalla del Monongahela en 1755. Durante su tiempo en Norteamérica, se casó con la hermana de un líder mohawk indio. Su esposa, de nombre desconocido, dio a luz a dos hijos. Lee fue conocido en la tribu mohawk, que se aliaron a los ingleses, como Ounewaterika o Boiling Water.
Resultó herido en la Batalla de Ticonderoga, aunque se recuperó y participó de nuevo en batallas como la de Fort Niagara. 

#### Portugal
Más tarde, Charles Lee volvió a Europa y fue transferido al 103rd Regiment of Foot como Mayor del Reino Unido. Luchó contra la Invasión española de Portugal de 1762 y fue distinguido por John Burgoyne en la batalla de Vila Velha.

### Servicio en Polonia

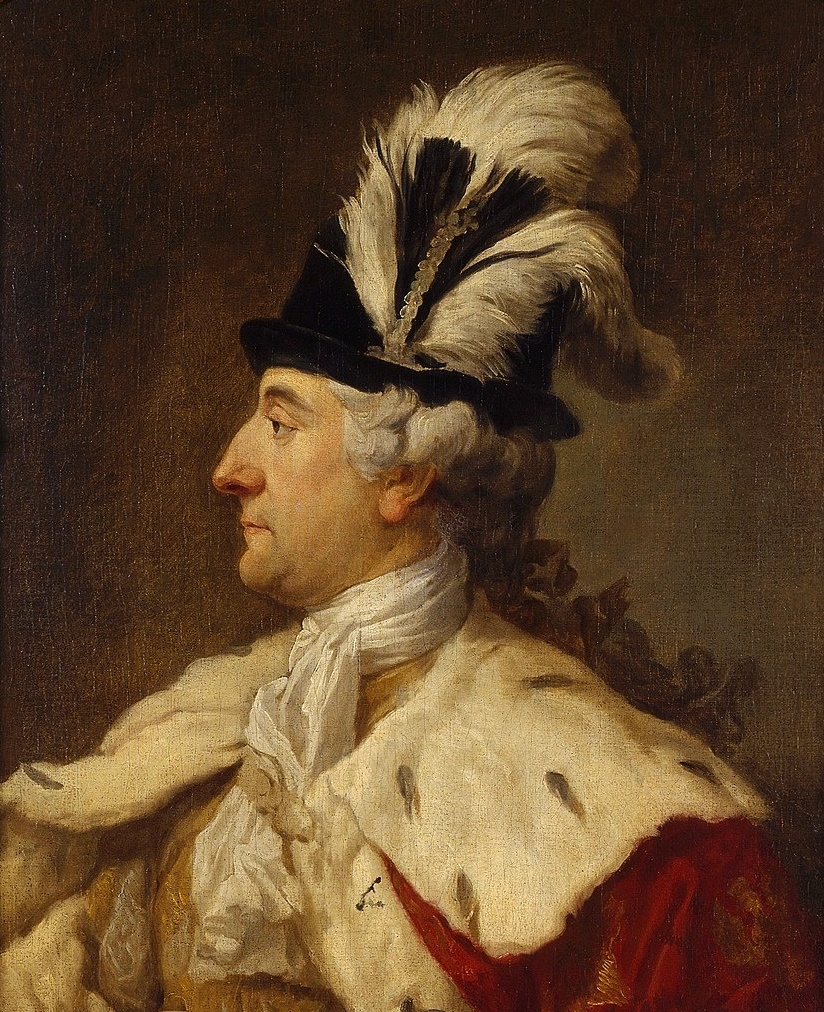
Estanislao II de Polonia.

Habiéndose firmado el Tratado de París (1763) que puso fin al conflicto, y estando Gran Bretaña en un periodo de paz, Charles Lee decidió ofrecer sus servicios al Ejército polaco del rey Estanislao II Poniatowski en varias ocasiones.
Así, estuvo presente en los Balcanes y en Constantinopla. También luchó contra el levantamiento de la Confederación de Bar, una asociación de nobles polacos, formada en la fortaleza de Bar (Podolia) en 1768 para defender la independencia interna y externa de la República de las Dos Naciones contra la agresión de la Imperio ruso y contra el rey.

### Guerra de la Independencia estadounidense
Lee compró tierras en Virginia Occidental y se estableció allí. Con el estallido de la revolución estadounidense, se unió al movimiento patriota. Lee esperaba ocupar el cargo de Comandante en jefe del Ejército Continental, sin embargo ese cargo fue destinado a George Washington, lo que le enemistó con él de por vida.
Durante la guerra luchó en la Batalla del Fuerte Sullivan y  en la Campaña de Nueva York y Nueva Jersey. 
En 1776, estando Lee en una taberna (White's Tavern), fue capturado por los ingleses de Banastre Tarleton junto con varios de sus hombres. No obstante, más tarde fue liberado en un intercambio.

#### Batalla de Monmouth (1778)

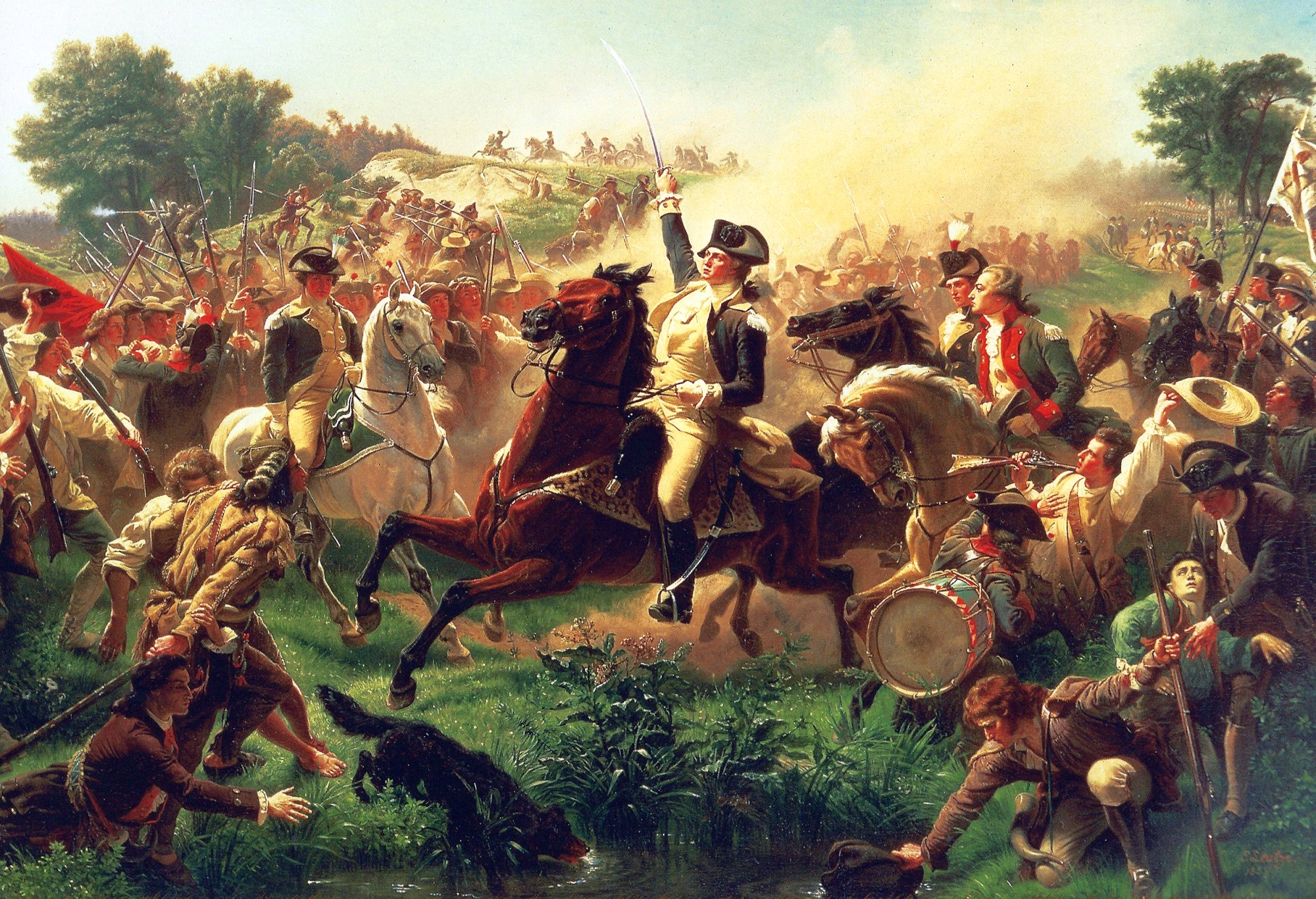
Washington reagrupando a las tropas tras la orden de retirada de Lee en Monmouth.

Durante la Batalla de Monmouth recibió órdenes del General George Washington de avanzar en el frente con sus tropas, sin embargo ignoró a su superior y ordenó la retirada. En cualquier caso, el propio Washington acabó relevando del mando a Lee y procedió acto seguido a reagrupar a las tropas y ponerlas de nuevo al ataque, rechazando dos contraataques británicos en lo que fue conocido como "el avance de Washington".
La retirada ordenada por Charles Lee le costó un juicio frente a una corte marcial que le encontró culpable de insubordinación y le cesó de su cargo durante un año. A día de hoy se discute sobre si la decisión que tomó Lee fue acertada o no. Si bien es verdad que ignoró las órdenes de Washington, la desventaja numérica (10 000 tropas británicas contra 5440 soldados patriotas) pudo justificar la retirada.

## Últimos días
El veredicto de la corte marcial fue ratificado por el Congreso en diciembre de 1778. Lee se retiró a Virginia, desde donde escribió numerosas cartas atacando a Washington y al Congreso, lo que provocó que en 1780 le expulsaran oficialmente del Ejército. Sus críticas a Washington le granjearon el rechazo de muchos patriotas, y fue retado a duelo en numerosas ocasiones, resultando herido solo en uno de ellos contra John Laurens.
Más tarde se mudó a Filadelfia, donde murió en octubre de 1782.

## Legado
Las regiones Lee (Massachusetts), Lee (Nuevo Hampshire) y Leetown (West Virginia) fueron nombradas en su honor.